# Pasaréti Gyula
Pasaréti Gyula (Budapest, 1956 –) magyar villamosmérnök, a magyarországi akvarisztikai élet meghatározó személyisége, szerző, szerkesztő, a Magyar Biológiai Társaság Állattani Szakosztályának rendszeres előadója, az Akvárium Magazin főszerkesztője, az Akvarista műhelytitkok sorozat szerzője, számos akvarisztikai könyv és kiadvány társszerzője. A Peruból származó Brochis multiradiatus tenyésztője, rendszeresen tenyésztenie eddig kizárólag Pasaréti Gyulának sikerült.
Pasaréti Gyula szakértőként vett rész számos hazai projektben, mint a Tropicarium és Oceanárium létesítése és üzemeltetése, illetve számos rádiós és tévés műsorba hívták meg szakértőként, mint például az invazív fajok szabadba kerülése és kártétele.
1978-ban szerzett gyengeáramú villamos üzemmérnöki diplomát a Kandó Kálmán Villamosipari Műszaki Főiskolán.
Az Akvaristák Magyarországi Egyesülete elnökeként díszvendégként, védnökként, illetve előadóként vett részt az ország legtöbb akvarisztikai témájú rendezvényén.
A Nemzeti Agrárkutatási és Innovációs Központ munkatársaként számos tudományos publikáció társszerzője.
Az akvarisztika területén elért hazai és nemzetközi sikerei, valamint oktatói és ismeretterjesztői tevékenysége elismeréseként, 2021 augusztusában, a Szent István napi ünnepségek keretében Magyarország Köztársasági Elnöke a Magyar Arany Érdemkereszt kitüntetést adományozta Pasaréti Gyulának.

## Életpályája
Szakmáját gyakorló villamosmérnökként dolgozott és vonult nyugállományba 2020 második felében, azonban az akvarisztika területén elért eredményei és odaadó munkássága miatt vált ismertté.
1970 óta foglalkozik díszhalak tenyésztésével tanulás, illetve munka mellett, majd 1993-tól vállalkozóként.
Az 1980-as évek elején a százhalombattai TEHAG (Temperáltvizű Halszaporító Gazdaság) keretein belül szerződéses díszhaltenyésztéssel foglalkozott.
1992-ben indította az Akvárium Magazint, Magyarország egyetlen akvarisztikai folyóiratát. Tízéves folyamatos megjelenés után, 2001 végén felfüggesztette a kiadást, majd 2008 közepén újraindította.
1975-től 2005-ig tagja volt a TIT Természettudományi Stúdió akvarista klubjának. Fő tevékenységei: előadástartás, szaktanácsadás, kiállítások szervezése, kivitelezése. 2005-ig a klub elnöke volt.
2000-2005 között a budapesti Tropicarium és Oceanárium szaktanácsadójaként tevékenykedett, tartástechnológiai és táplálkozásbiológiai kérdésekben.
2004-től az Akvaristák Magyarországi Egyesületének elnöke. A magyar akvarisztikai közösségi élet fő mozgatója, számos akvarisztikai rendezvény, kiállítások, börzék szervezője.
Pályája kezdetétől akvarisztikai előadásokat tartott és oktatott Budapesten és vidéki szervezetekben, vendégelőadóként a Kaposvári, illetve Keszthelyi Egyetemen, valamint a helyi általános iskolában – több éven keresztül – ökológia szakkört vezetett.
Az Akvárium Magazin utolsó, 120. száma 2020 decemberében jelent meg, a főszerkesztő nyugállományba vonulásával egy időben.
Jelenleg több mint 100 halfajt tart. A több mint 40 éves pályafutása alatt a tenyésztett halfajok száma meghaladta a 200-at (ebben nincsenek benne a különböző szín- és formaváltozatok), 250 db akváriummal dolgozik mintegy 14 000 liter vízben, illetve további 6 ezer liter szabad téri medencében.

## Publikációi
- Akvarista műhelytitkok 1. kötet, 1999, magánkiadás, 88 oldal
- Akvarista műhelytitkok 2. kötet, 2003, magánkiadás, 88 oldal
- Akvárium Magazin, 1992–2020, magánkiadás, laptulajdonos, főszerkesztő

### Társszerzőként
- Pasaréti Gyula-Pethő Pál Zoltán-Illyés Csaba: Akvarisztika kezdőknek és haladóknak, 2003
- Pannon-Literatúra, 4-29, 53-127 o.
- Váradi László: Kerti tavak kézikönyve, 2004, Nyíl Bt, 4.10.9. Trópusi halak tavainkban fejezet, 112-114 o.
- 1992-2020 között több mint 200 írása jelent meg különböző akvarisztikai témákban